# Fabián Pavez
Fabián Esteban Pavez Quiroz (Santiago, Región Metropolitana de Santiago, Chile, 29 de enero de 1995) es un futbolista chileno. Juega de delantero y su equipo actual es el Club Deportivo Zapallar de la  Union Del Pacifico Arfa Quinta  de Zapallar,Chile.

## Trayectoria
Formado en las divisiones inferiores del Santiago Wanderers de Valparaíso saldría campeón de la categoría sub-19, tras lo cual pasaría a ser parte del primer equipo caturro siendo convocado a la banca frente a Palestino.

## Clubes
| Trasandino · Chile                                                           |               |               |    |    |    |    |    |    |    |      |    |
| 3.ª                                                                          | 2016/17       | 15            | 0  | -- | -- | -- | -- | 15 | 0  | 0.00 |    |
| Total club                                                                   | Total club    | 15            | 0  | -- | -- | -- | -- | 15 | 0  | 0.00 |    |
| Deportes Santa Cruz · Chile                                                  |               |               |    |    |    |    |    |    |    |      |    |
| 3.ª                                                                          | 2017-T        | 14            | 1  | -- | -- | -- | -- | 14 | 1  | 0.07 |    |
| Total club                                                                   | Total club    | 14            | 1  | -- | -- | -- | -- | 14 | 1  | 0.07 |    |
| Santiago Wanderers · Chile                                                   |               |               |    |    |    |    |    |    |    |      |    |
| 2.ª                                                                          | 2018          | --            | -- | -- | -- | -- | -- | -- | -- | --   |    |
| Total club                                                                   | Total club    | --            | -- | -- | -- | -- | -- | -- | -- | --   |    |
| Municipal Santiago · Chile                                                   |               |               |    |    |    |    |    |    |    |      |    |
| 4.ª                                                                          | 2018          | --            | -- | -- | -- | -- | -- | -- | -- | --   |    |
| 4.ª                                                                          | 2019          | --            | 11 | -- | -- | -- | -- | -- | 11 | --   |    |
| Total club                                                                   | Total club    | --            | -- | -- | -- | -- | -- | -- | -- | --   |    |
| Total carrera                                                                | Total carrera | Total carrera | -- | -- | -- | -- | -- | -- | -- | --   | -- |
| (1) Incluye datos de Copa Chile. (2) No incluye goles en partidos amistosos. |               |               |    |    |    |    |    |    |    |      |    |

### Resumen estadístico
|                              | Partidos | Goles | Promedio |
| ---------------------------- | -------- | ----- | -------- |
| Segunda División Profesional | 29       | 1     | 0.03     |
| Tercera División A           | --       | --    | --       |
| Total                        | --       | --    | --       |